# Staurois tuberilinguis
Espèce
Statut de conservation UICN

 LC  : Préoccupation mineure
Staurois tuberilinguis est une espèce d'amphibiens de la famille des Ranidae.

## Répartition
Cette espèce est endémique de l'île de Bornéo. Elle se rencontre jusqu'à 2 000 m d'altitude :
- en Malaisie dans les États du Sarawak et du Sabah ;
- en Indonésie dans le nord-est du Kalimantan ;
- au Brunei.

## Description
Staurois tuberilinguis mesure de 27 à 31 mm pour les mâles et de 33 à 38 mm pour les femelles.

## Publication originale
- Boulenger, 1918 : Remarks on the batrachian genera Cornufer, Tschudi, Platymantis, Gthr., Simomantis, g. n., and Staurois, Cope. Annals and Magazine of Natural History, sér. 9, vol. 1, p. 372-375 (texte intégral).